# Kuummiit
Kuummiit (v západním dialektu Kuummiut, zastarale Kũmît, Kũmiut) je osada v kraji Sermersooq v Grónsku. Název města Kuummiit znamená lidé, kteří žijí u řeky. V roce 2017 tu žilo 282 obyvatel. Osada byla založena v roce 1915.

## Geografie
Kuummiit se nachází na východním pobřeží fjordu Ammassalik, asi 40 km severovýchodně od Tasiilaqu a 34 km severně od Kulusuku.

## Počet obyvatel
Počet obyvatel Kuummiitu se snížil o téměř 34% vzhledem k počtu obyvatel z roku 1990 a o více než 24% oproti roku 2000.